# Aghem (langue)
Pour les articles homonymes, voir Wum (homonymie) et Aghem.
L’aghem – également connu sous le nom de wum ou yum – est une langue bantoïde des Grassfields, parlée par environ 26 700 personnes (2000) au Cameroun dans la région du Nord-Ouest, particulièrement dans le département du Menchum aux environs de Wum. C'est une langue en développement.

## Écriture
| a | b | bv | ch | d | dz | e  | ɛ | f  | g | gb | gh | h  | i | ɨ | k | kp | ʼ | l |
| m | n | ŋ  | o  | ɔ | p  | pf | s | sh | t | ts | u  | uw | ʉ | v | w | y  | z |   |

Les tons sont indiqués avec l’accent grave pour le ton bas, le macron pour le ton moyen, l’accent circonflexe pour le ton descendant et le caron pour le ton montant.
| Lettres | Mots        |
| ------- | ----------- |
| a       | akue        |
| b       | bɔ̀m         |
| bv      | bvʉ         |
| ch      | uchûa       |
| d       | kɨ̀dɨ̀ŋ       |
| dz      | dzɨ         |
| e       | eke         |
| ɛ       | kɛ          |
| f       | fùw         |
| g       | gùw         |
| gb      | ùgbà’gbà’   |
| gh      | aghɔŋ       |
| h       | hǎe         |
| i       | esi         |
| ɨ       | esɨ         |
| k       | eka’àkà’à   |
| kp      | ukpa’akpa’à |
| ’       | fɨka’       |
| l       | alʉ̂         |
| m       | enam        |
| n       | nnwɨn       |
| ŋ       | kɨ̀ŋɔ̌ɔŋɔ̂ɔ    |
| o       | àsò         |
| ɔ       | sɔ̀’         |
| p       | pôm         |
| pf      | kipfʉ       |
| s       | kɨsam       |
| sh      | Aleshìaa    |
| t       | tɔ̀e         |
| ts      | kɨ̀tsàm      |
| u       | aghu        |
| uw      | aghuw       |
| ʉ       | esʉ         |
| v       | evʉ̂a        |
| w       | wɛ          |
| y       | kɨyɨ̂ɨ       |
| z       | zughu       |